# Arlöv
Arlöv ist eine Siedlung in der schwedischen Provinz Skåne län und Hauptort der Gemeinde Burlöv. Weil Arlöv unmittelbar an den Malmöer Stadtteil Centrum angrenzt und die Bebauung durchgehend ist, gilt Arlöv laut Definition für schwedische Ortschaften (Tätort) nicht als eigenständige Ortschaft, sondern wird statistisch zur Ortschaft Malmö gerechnet. Arlöv hat gut 10.000 Einwohner. Für den Namensteil –löv wird angenommen, dass die ursprüngliche Bedeutung "geerbtes oder übernommenes Gut" war, also von Ar oder Ares (noch nicht geklärt) geerbtes Gut.

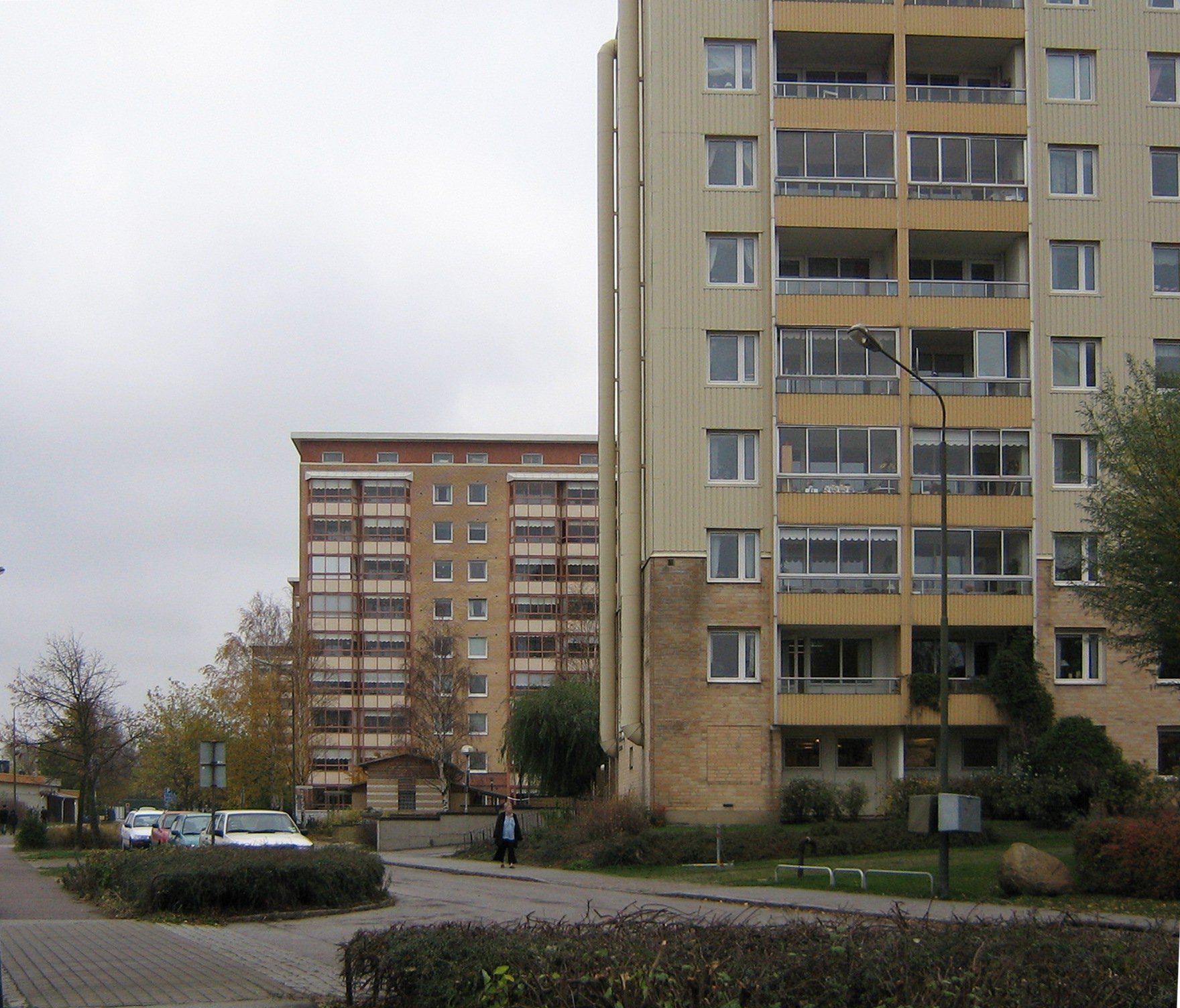
Neubaugebiet in Arlöv

Arlöv verdankt seine heutige Form zwei Faktoren. Zum einen wuchs der Ort, als sich 1869 eine Zuckerfabrik etablierte. Schließlich führte das schwedische Millionenprogramm in den 1960er- und 1970er-Jahren zu einer Verdopplung der Einwohnerzahl. Die Zuckerfabrik zählt heute zum dänischen Konzern Danisco. Weitere wichtige Arbeitgeber im Ort sind das schwedische Hauptbüro von Hilti und das Einkaufszentrum Burlövs Centrum. Eine früher bedeutende Firma war Arlöfs Mekaniska Verkstad & Waggonfabrik. Die enge Verbindung von Arlöv mit der Zuckerherstellung spiegelt sich in zwei Statuen auf dem zentralen Platz und in dessen Nähe wider. Durch die Neubausiedlungen der 1960er-Jahre unterscheidet sich Arlöv von vielen anderen Vororten in der Region Malmö-Lund, die durch Einfamilienhäuser gekennzeichnet sind. Die Bevölkerungsstruktur ist durch einen hohen Einwandereranteil geprägt.

Durch Arlöv führt die Södra stambana, eine der meistbefahrenen Strecken Schwedens. Die Strecke soll viergleisig ausgebaut werden.

## Persönlichkeiten
- Ortrud Mann (1917–2006), erste professionelle Dirigentin in Schweden